# Apátfalva
Apátfalva é um município da Hungria, situado no condado de Csongrád-Csanád. Tem 53,78 km² de área e sua população em 2019 foi estimada em 2.886 habitantes.